# Mob Psycho 100
Mob Psycho 100 (モブサイコ100 Mobu Saiko Hyaku?) es un webcómic japonés creado por One, el cual comenzó su serialización en la revista Ura Sunday el 18 de abril de 2012. Una traducción en chino comenzó su publicación en Taiwán el 16 de abril de 2014. El webcómic también está disponible en la app en línea de Shōgakukan, MangaONE, desde diciembre de 2014. En España, ha sido licenciado por Editorial Ivrea.
Una adaptación a serie de anime producida por el estudio BONES y dirigida por Yuzuru Tachikawa estuvo en emisión en Japón desde julio a septiembre de 2016. Una segunda temporada se emitió entre enero y abril de 2019. Una tercera temporada del anime comenzó a emitirse en octubre de 2022. El doblaje oficial de la serie fue realizado por Funimation en diciembre de 2016. One anunció en su cuenta de Twitter que el 22 de diciembre de 2017 se publicaría el último capítulo del webcómic.

## Argumento
Shigeo Kageyama es un estudiante de secundaria promedio conocido como "Mob" (モブ Mobu?) (que literalmente significa «personaje de fondo»), por carecer de un sentido de presencia. A pesar de parecer una persona discreta, Mob es en realidad un poderoso psíquico. Mientras crece, Mob se da cuenta de que sus poderes se hacen cada vez más poderosos y por ende, también más peligrosos. Para evitar que sus poderes se salgan de control, constantemente vive una vida poco emocional y no permite que sus emociones le dominen. Mob quiere vivir su vida como los otros, pero una gran cantidad de problemas vienen hacia él. Con sus emociones suprimidas creciendo poco a poco dentro de él, su poder amenaza con ir más allá de sus límites.

## Personajes

### Principales
Shigeo Kageyama (影山 茂夫 Kageyama Shigeo?)
Seiyū: Setsuo Itō, Kyle McCarley (inglés)
Shigeo es el protagonista principal de la historia. Es un estudiante de octavo año de secundaria apodado Mob (モブ), un psíquico con poderosas habilidades. No es bueno en expresar como se siente y desde su infancia rara vez ha sentido o mostrado alguna emoción. Mob piensa que su poder no es necesario en su vida, por lo que evita el uso de los mismos. Suprime sus emociones para mantener su poder controlado, pero cuando el porcentaje de sus sentimientos acumulados alcanza el 100%, Mob es superado por la emoción más fuerte que esta sintiendo en el momento y da rienda suelta a toda la extensión de sus poderes. Mob trabaja como asistente en el consejo espiritual de Arataka Reigen por 300 yenes por hora. Inicialmente se le pidió que se uniera al club de telepatía de su escuela para evitar que este fuera disuelto, pero Mob termina por unirse al club de fisicoculturismo para ser popular e impresionar a la chica que le gusta. También se le atribuye como el "urabanchō" de la Secundaria Sal (裏番長), título que literalmente se traduce como «líder secreto de la pandilla de la escuela") siendo denominado como "Camiseta veneno blanca", pero este hecho sigue siendo desconocido para muchos, incluido para él mismo. Mob también posee un poder desconocido, tal como lo explica el narrador durante su batalla con Teruki, que supera con creces incluso la altura de sus capacidades, pero es incontrolable y sólo despierta cuando está inconsciente.
Arataka Reigen (霊幻 新隆 Reigen Arataka?)
Seiyū: Takahiro Sakurai, Chris Niosi (inglés)
Es el maestro y jefe de Mob, quien trabaja como espiritista autoproclamado. Reigen es un charlatán y engaña a Mob diciéndole que es más poderoso que él, aunque en realidad es un humano común que utiliza a Mob cuando se encuentra con espíritus reales, pero pese a que Reigen siempre encuentra una excusa para no tener que mostrarle sus presuntos poderes. Reigen ha demostrado ser un hombre astuto, increíblemente persuasivo y ágil, a pesar de su exterior despreocupado. Mob le cree y lo aprecia mucho, debido a que Reigen le enseñó a usar de manera apropiada sus habilidades. Aunque pareciera que a Reigen sólo le interesen los poderes de Mob y el dinero, este actúa como un segundo padre para su joven discípulo, además de protegerlo y sacarlo de problemas en los que no puede usar sus poderes. También le ha enseñado a Mob que no debe usar sus poderes contra otras personas, otro hecho por el cual Mob siente una gran gratitud hacia él. 
Hoyuelo (エクボ Ekubo?)
Seiyū: Akio Ōtsuka, Michael Sorich (inglés)
Es un espíritu de alto nivel, malicioso y astuto, caracterizado por el rubor circular en sus mejillas. Con el fin de convertirse en un dios adorado por las personas, estableció una religión/culto llamado (LOL), el cual fue posteriormente disuelto por Mob. Después de su derrota, su poder se redujo notablemente y Mob se abstuvo de exorcizarlo debido a que lo consideró un espíritu razonablemente inofensivo. Hoyuelo piensa que Mob podría ser una gran divinidad, por lo que se queda junto a él para intentar poseerlo y aprovecharse de sus poderes, sin embargo, su plan nuevamente fracasó. Más tarde, intenta lo mismo con el hermano de Mob, Ritsu, solo para fallar nuevamente. Hoyuelo afirma ser el compañero de Mob y puede poseer los cuerpos de los demás y liberar todo el potencial de su anfitrión, pero siempre trata de evitar dañar el cuerpo del anfitrión debido a que no es un "espíritu de tercera".
Ritsu Kageyama (影山 茂夫 Kageyama Ritsu?)
Seiyū: Miyu Irino, Max Mittelman (inglés)
Es el hermano menor de Shigeo y a diferencia de este, Ritsu es popular, obtiene excelentes calificaciones y es miembro del consejo estudiantil. No obstante y pese a que Shigeo lo admira por todo lo anterior, Ritsu siente una gran envidia hacia su hermano por sus poderes psíquicos y desde niño siempre quiso obtener poderes iguales a los de este. Cuando Ritsu despierta sus poderes, en un principio sólo los podía utilizar si Hoyuelo lo poseía (aunque no lo lograba controlar debido a que había perdido gran parte de sus poderes), aunque después logra dominarlos sin intervención de nadie. Pese a que Ritsu le confiesa a Shigeo que siempre lo trataba bien porque temía lo que podría hacer con sus poderes, se demuestra que los hermanos en verdad se quieren en su pelea contra Koyama.
Teruki Hanazawa (花沢 輝気 Hanazawa Teruki?)
Seiyū: Yoshitsugu Matsuoka, Erik Scott Kimerer (inglés)
Es el líder secreto de la Secundaria Vinagre Negro, conocido por la mayoría como Teru. Al igual que Mob, es un psíquico muy poderoso y sobre todo muy orgulloso de sus habilidades, tendiendo a despreciar a las personas sin poderes y refiriéndose a ellas como "plebeyos". Teru también estaba acostumbrado a usar sus poderes libremente en la vida cotidiana, ya sea para aprobar exámenes o jugar deportes. Como resultado de esto, siempre fue un chico popular en su escuela y entre las chicas, gracias a su gran atractivo físico. Luego de ser derrotado por Mob, su perspectiva sobre los poderes psíquicos comienza a cambiar y se vuelve más amigable con los demás. Teru más tarde se convierte en el mentor de varios psíquicos de bajo nivel que fueron capturados por Garra. 

### Secundaria Sal
Tsubomi Takane (高嶺 ツボミ Takane Tsubomi?)
Seiyū: Uki Satake, Ryan Bartley (inglés)
Es una amiga de la infancia de Mob y también su interés amoroso. Se dice que Tsubomi es una persona muy fuerte y valiente, razón por la cual ella no está impresionada con los poderes psíquicos de Mob.
Tōme Kurata (暗田 トメ Kurata Tōme?)
Seiyū: Atsumi Tanezaki, Cherami Leigh (inglés)
Es la presidenta del club de telepatía, un club que en realidad sirve como un sitio para holgazanear y no hacer nada. Cuando uno de sus miembros se marchó y el club corrió peligro de ser disuelto, Tome trató de conseguir que Mob se uniera y así poder descubrir sus habilidades, pero Mob estaba más interesado en el club de fisicoculturismo. El club de telepatía terminó por ser disuelto y su sala le fue entregada al club de fisicoculturismo. Sin embargo, el club de fisicoculturismo le permite a todos los miembros del club de telepatía seguir utilizando la sala, debido a que ellos solo la necesitan para guardar sus equipos. Tome está obsesionada con el desarrollo de la telepatía con el fin de hacer contacto con los extraterrestres y trata de convencer a Mob para que la ayude con sus poderes psíquicos.
Shinji Kamuro (神室 真司 Kamuro Shinji?)
Seiyū: Kōji Yusa
Es el presidente del consejo estudiantil. Su familia es abusiva y lo considera un fracaso al no poder cumplir con sus altos estándares, por lo que utiliza su poder como presidente del consejo estudiantil para aliviar su estrés en la escuela. Como parte de su gran "plan de limpieza", convence a Ritsu de ayudarlo a enmarcar a los delincuentes de la escuela por actividades pervertidas, tales como robar la ropa interior de sus compañeras o lamer las boquillas de las flautas de las chicas, aunque el plan pronto se vuelve en su contra. Esto lleva a un cambio de corazón donde decide aceptar las consecuencias de sus acciones, sin importar lo que el consejo estudiantil pueda pensar de él.
Tokugawa (德川?)
Seiyū: Yoshitsugu Matsuoka
Es el vicepresidente del consejo estudiantil.
Musashi Gōda (鄉田 武藏 Gōda Musashi?)
Seiyū: Toshihiko Seki
Es el presidente del club de fisicoculturismo.
Ichi Mezatō (米里 イチ Mezatō Ichi?)
Seiyū: Ayumi Fujimura, Abby Trott (inglés)
Es una compañera de la clase de Mob y miembro del club de periodismo. Ichi es una reportera muy dedicada a su trabajo que siempre está buscando la próxima noticia para publicar. Es consciente de que Mob es el líder secreto de la pandilla de la escuela, y le anima a usar su poder en nuevas situaciones para, como ella lo ve, lograr su potencial.
Tenga Onigawara (鬼瓦 天牙 Onigawara Tenga?)
Seiyū: Yoshimasa Hosoya, Ray Chase (inglés)
Es el líder de los delincuentes de la Secundaria Sal y una de las muchas víctimas desafortunadas de Shinji de su plan de "limpieza". Después de ser acusado injustamente, se da cuenta de que la gente lo odiaba sin importar si era o no responsable de los crímenes y se une al club de fisicoculturismo en un esfuerzo por cambiarse a sí mismo.

### Laboratorio Despertar
Kenji Mitsūra (密裏 賢治 Mitsūra Kenji?)
Seiyū: Shinya Fukumatsu, Chris Cason (inglés)
Es el fundador del Laboratorio Despertar. Kenji es un hombre amable, sociable y agradable, aunque puede llegar a ser un poco excéntrico. A pesar de su inmensa riqueza, no está interesado en el dinero o en sus muchas ventajas, y su objetivo en la vida es convertirse en un psíquico. Ha dedicado casi todos sus recursos en la investigación para poder hacer realidad su sueño. Kenji es muy optimista y está decidido a superar sus propios estándares, por lo que es simpatizado por Ritsu, quien tenía deseos similares.
Rei Kurosaki (黑崎 麗 Kurosaki Rei?)
Seiyū: Sanae Fuku, Mela Lee (inglés)
Es una de los niños psíquicos del Laboratorio Despertar. Su especialidad es la clarividencia. 
Takeshi Hoshino (星野 武史 Hoshino Takeshi?)
Seiyū: Kōhei Amasaki]], Chris Hackney (inglés)
Es uno de los niños psíquicos del Laboratorio Despertar. Su especialidad es la telequinesis.
Gō Asahi (朝日 豪 Asahi Gō?)
Seiyū: Yūsuke Kuwahata, Bobby Thong (inglés)
Es uno de los niños psíquicos del Laboratorio Despertar. Su especialidad es la piroquinesis
Daichi Shiratori (白鳥 大地 Shiratori Daichi?)
Seiyū: Hiroyuki Kagura, Tom Bauer (inglés)
Es uno de los niños psíquicos del Laboratorio Despertar, hermano gemelo de Kaito. Su especialidad es la telepatia. 
Kaitō Shiratori (白鳥 海斗 Shiratori Kaitō?)
Seiyū: Hiroyuki Kagura
Es uno de los niños psíquicos del Laboratorio Despertar, hermano gemelo de Daichi. Su especialidad es la telepatia.

### Garra
Ishiguro (遺志黒?)
Seiyū: Rumi Ōkubo
Es el líder de la séptima división de Garra. Ishiguro es un ser diminuto que viste un largo traje negro y una máscara de gas. Durante mucho tiempo, su género fue ambiguo debido a que nunca se quitó la máscara y usaba un modificador de voz para sonar como una niña pequeña. Sin embargo, cuando su máscara le fue quitada se revela que en realidad es un anciano cuyo rostro se encuentra cubierto de incontables cicatrices debido a sus fallidos intentos de desafiar al jefe de Garra.
Koyama (誇山?)
Seiyū: Shin'ichirō Miki, Keith Silverstein (inglés)
Es un psíquico exmiembro de Garra. Koyama es un hombre orgulloso, fuerte e imprudente que no tenía reparos en utilizar la violencia física en contra de niños, aunque es posible que esto haya sido su forma, aunque despiadada, de hacer que otros aprendieran a no hacer el mal. Koyama fue asignado para capturar a Ritsu, pero fue posteriormente derrotado por Mob. Más tarde, decide trabajar junto a Reigen y sus aliados para combatir el plan de dominación mundial de Garra.
Sakurai (桜威?)
Seiyū: Yoshimasa Hosoya, Xander Mobus (inglés)
Es un psíquico exmiembro de Garra. Sakurai es una persona severa, confiada de sus habilidades y muy cautelosa. A menudo tiende a regañar a otros, especialmente a Koyama, ya sea por sus errores o por su conducta estúpida. Parece ser algo más razonable que los otros miembros de Garra, debido a que no tuvo que ser físicamente derrotado para aprender su lección.
Matsuo (魔津尾?)
Seiyū: Ryūnosuke Watanuki, Greg Chun (inglés)
Es un psíquico exmiembro de Garra. Matsuo aparenta ser un adolescente promedio con cabello negro puntiaguado, labios prominentes y una cicatriz vertical en su ojo derecho. Por lo general, presenta una actitud serena y calmada, pero puede llegar a ser muy dramático cuando es provocado y la gente a su alrededor tiende a encontrarlo espeluznante. Posee la habilidad de capturar y encerrar a espíritus malignos, a los cuales trata como sus mascotas.
Miyagawa (宮蛾輪?)
Seiyū: Anri Katsu, Ben Diskin (inglés)
Es un psíquico exmiembro de Garra, cuya especialidad es la piroquinesis. Miyagawa es un individuo muy condescendiente y demasiado confiado en sus habilidades. También ha demostradoser extremadamente violento y psicótico, deleitándose con la idea de asar a sus enemigos vivos.
Muraki (邑機?)
Seiyū: Satoshi Tsuruoka, Chris Tergliafera (inglés)
Es un psíquico exmiembro de Garra. Muraki es bastante tímido y parece preocupado por la idea de contribuir a la sociedad, y al igual que muchos miembros de Garra, es infantil.

## Contenido de la obra

### Webcómic
El webcomic original comenzó su publicación el 18 de abril de 2012. Hasta la fecha ha sido recopilado en dieciséis volúmenes tankōbon en la revista Ura Sunday de Shōgakukan. En los países de habla hispana ha sido licenciado por Panini en América Latina y por Ivrea en España. Un manga spin-off, titulado Reigen, fue serializado por la aplicación MangaOne de marzo de 2018 hasta febrero de 2019.

### Anime
El 2 de diciembre de 2015, fue anunciado en la revista Ura Sunday que el webcómic sería adaptado a una serie de anime. La serie fue producida por el estudio BONES, dirigida por Yuzuru Tachikawa y escrita por Hiroshi Seko. También contó con el diseño de personajes de Yoshimichi Kameda y música compuesta por Kenji Kawai. Comenzó a emitirse el 12 de julio de 2016 en Tokyo MX, y luego sería emitida en ytv, BS Fuji y TV Asahi. El tema de apertura es 99 interpretado por Mob Choir, mientras que el tema de cierre es Refrain Boy interpretado por ALL OFF. Una segunda temporada comenzó a transmitirse en enero de 2019.
El 18 de julio de 2018, Crunchyroll anunció que la serie contaría con un doblaje al español. El doblaje de la serie finalmente se estrenó en la plataforma digital el 12 de agosto de 2018, transmitiendo de forma semanal. El 5 de diciembre de 2022, Crunchyroll estrenó un doblaje en castellano de la primera temporada. El 1 de julio de 2019, fue anunciado el doblaje al español latino de la segunda temporada, estrenándose toda la temporada el 14 de agosto de 2019.
Se confirmó que está en producción una tercera temporada. Takahiro Hasui está dirigiendo la temporada, con Yuzuru Tachikawa como director en jefe. El elenco principal y el personal retoman sus papeles. Se estrenará en octubre de 2022.
El 1 de septiembre de 2020, la serie se comenzó a transmitir en Cartoon Network, dentro del bloque Toonami, luego que fuera anunciado por Crunchyroll el 18 de agosto de 2020.

### Dorama
También cuenta con una adaptación a dorama producida por Fuji TV, la cual fue estrenada el 18 de enero de 2018 y fue distribuida a nivel mundial por la plataforma de streaming Netflix a partir del 25 de mayo del mismo año.

#### Personajes[24]
| Personaje       | Actor/Actriz    |
| --------------- | --------------- |
| Shigeo Kageyama | Tatsuomi Hamada |
| Arataka Reigen  | Kazuki Namioka  |
| Hoyuelo         | Akio Ōtsuka     |
| Ritsu Kageyama  | Ayumu Mochizuki |
| Teruki Hanazawa | Atsushi Arai    |
| Tsubomi Takane  | Yuki Yoda       |
| Tome Kurata     | Kasumi Yamaya   |

#### Episodios[25]
La serie cuenta con doce episodios dirigidos por Kōichi Sakamoto y protagonizados por Tatsuomi Hamada como Mob, Kazuki Namioka y Yūki Yoda, entre otros.
| Episodio | Título                  |
| -------- | ----------------------- |
| 1        | QUIERO se popular       |
| 2        | Analice el lugar        |
| 3        | Colapso                 |
| 4        | Dotado                  |
| 5        | Como viendo basura      |
| 6        | La conclusión           |
| 7        | Laboratorio Despertar   |
| 8        | Aberración              |
| 9        | La voluntad de destruir |
| 10       | Incorsión               |
| 11       | Fuera de control        |
| 12       | Sigo sin ser popular    |

## Recepción
Ha sido elegido como el mejor manga shōnen en la edición 2017 del Premio Shōgakukan.